# جيزهوو
جيزهوو (بالصينية: 冀州) هي مدينة من مدن الصين.